# Ahmad Sanjar
Mu`izz ad-Dîn Sanjar, Sultan Sanjar ou Ahmad Sanjar est un sultan seldjoukide de Transoxiane et du Khorassan. Fils de Malik Shah Ier, il est né en 1085/86. À la mort de son demi-frère Muhammad Ier Tapar en 1118, il devient sultan de Transoxiane et du Khorasan tandis que son neveu Mahmud et fils de Muhammad Tapar règne sur l'Irak. Il meurt le 8 mai 1157 après la conquête de son royaume par le Shah du Khwarezm Il-Arslan.

## Biographie
Après la mort de Malik Chah en 1092, l'empire seldjoukide sombre dans l'anarchie. Berk-Yaruq son fils aîné doit lutter contre la révolte de tous les siens. Son oncle, Tutuş, qui occupe Damas et Alep, lui dispute la Perse. Il est battu et tué près de Ray (26 février 1095). Le reste du règne de Berk-Yaruq se déroule à lutter contre ses frères. Les possessions seldjoukides se divisent définitivement en trois États :
- le sultanat de Perse, à Berk-Yaruq et à ses frères ;
- les royaumes d'Alep et de Damas vont aux fils de Tutuş ;
- le sultanat de Roum revient à Kılıç Arslan Ier, fils de Süleyman Ier Shah.

En 1096/97, Berk-Yaruq attribue à son frère Mu`izz ad-Dîn Ahmad Sanjar le gouvernement du Khorassan, avec résidence principale à Merv. Ahmad Sanjar est encore tout jeune, il n'a que dix ou douze ans.
En février/mars 1105, à la mort de Berk-Yaruq, Son fils et successeur désigné Malik Shah est évincé par son demi-frère Muhammed Tapar.
La mort de Muhammed Tapar le 18 avril 1118 divise à nouveau les Seldjoukides. Son successeur en Irak est son fils Mahmûd II.

### Le règne

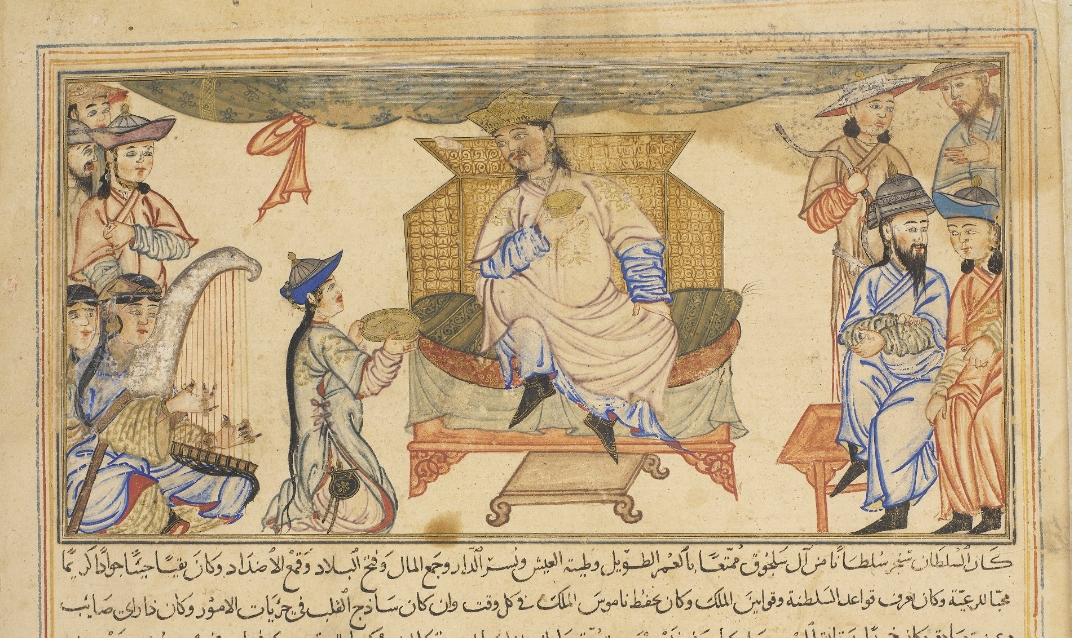
Couronnement d'Ahmad Sanjar, Jami' al-Tawarikh par Rashid al-Din, 1307

Mu`izz ad-Dîn Ahmad Sanjar gouverne le Khorasan et la Transoxiane depuis plus de vingt ans et ne songe pas à rester le vassal de son neveu Mahmûd. Il marche vers l'Irak et inflige une défaite sanglante à son neveu qui s'enfuit à Saveh une place forte sûre. Mahmûd est obligé de traiter avec son oncle. Il envoie son vizir pour négocier, puis après un premier accord, il se rend lui-même auprès de Sanjar. Il obtient de rester sultan d'Irak à la condition que le nom de Sanjar soit prononcé avant le sien pendant la prière. Le calife abbasside Al-Mustarchid attribue à Ahmed Sanjar le titre de « Commandeur des croyants ».
En 1128, `Alâ' ad-Dîn Atsiz succède à son père Qutb ad-Din Muhammad comme Shah du Khwarezm. Bien que vassal de Sanjar, Atsiz n'ambitionne pas moins une certaine autonomie.
En 1129-1130, Sanjar traverse le Jihoun (Amou-Daria) pour réprimer le gouverneur de Samarcande qui refuse de payer le tribut. Après un siège vigoureux, il se rend. Sanjar le démet de ses fonctions, lui laisse la vie sauve et le remplace par un de ses esclaves. Le gouverneur parvient peu après à rentrer dans les faveurs de Sanjar qui le rétablit dans ses fonctions.
En 1133, Ahmad Sanjar et Atsiz font une campagne conjointe en Transoxiane de 1133. Atsiz inflige une sévère défaite aux Coumans (Kiptchak) et prend la forteresse de Jand.

### La rivalité avec le Shah du Khwarezm Atsiz
Vers 1135, les relations entre Atsiz et Ahmad Sanjar se détériorent pendant une campagne contre le Ghaznévide Bahrâm Shâh (en). Atsiz entre en Afghanistan et prend Ghazni. Bahrâm Shâh s'enfuit. Il revient peu après avoir fait allégeance à Ahmad Sanjar qui le rétablit sur son trône à Balkh. Ahmad Sanjar reproche à Atsiz d'avoir fait tuer des croyants.
En 1138, Atsiz se révolte ouvertement contre Ahmad Sanjar. Il occupe une grande partie de la région longeant l'Amou-Daria pour entraver les mouvements de l'armée de Ahmad Sanjar. Cela n'empêche pas ce dernier de remporter quelques batailles en particulier par la prise de la forteresses de Hazarasp. Sanjar exécute le fils d'Atsiz et occupe le Khwarezm. Il essaie d'installer son neveu Suleyman Shah, avec un vizir et un atabeg. Cette administration directe par les Seldjoukides a été mal supportée par les Khwarezmiens. Dès que Sanjar quitte Merv, Atsiz revient de son refuge au Gorgân, le peuple se soulève et expulse Suleyman Shah.
En 1141, le prestige d'Ahmad Sanjar est malgré tout resté important. Atsiz juge habile de faire allégeance. La cour sollicite Sanjar pour qu'il parte en campagne contre les Qara-Kitaï. Sa gloire s'en trouverait accrue et le pays se trouverait protégé. Sanjar subit une défaite contre les Qara-Kitaï qui pénètrent au Khwarezm. Treize mille hommes du sultan sont tués. Son camp est pris. Son équipage, son harem et sa première épouse Tarkhan Hatun sont capturés. Cette défaite démontre au peuple que Sanjar n'est pas invincible contrairement à ce qu'on croyait jusque-là. Quand Sanjar se retire devant les Qara-Kitaï à Termez et Balkh, Atsiz en profite pour envahir le Khorassan et prendre Sarakhs et Merv. Le printemps suivant il occupe Nishapur; La Khutba est prononcée en son nom pendant plusieurs mois. Rachid ad-Din Vatvat (en), poète à la cour d'Atsiz, écrit que les Seldjoukides sont sur le déclin alors que les Khwarezm-Shahs voient leur puissance s'accroître.
Dès 1142, l'autorité des Seldjoukides dans le Khorasan est rétablie. Sanjar assiège Atsiz à Ourguentch. Sanjar le contraint à rendre le butin fait à Merv et à Nichapour. Atsiz continue néanmoins à se montrer rebelle. Il aurait envisagé de recourir aux Assassins pour tuer le sultan et pour exécuter un de ses ambassadeurs. Sanjar est mis au courant de le complot le visant par un espion qu'il avait placé à la cour d'Atsiz.
En 1147, une fois de plus Sanjar entre au Khwarezm. Il prend Hazarasp et Ourguentch. En 1148, Sanjar accepte la soumission faite à contrecœur d'Atsiz qui doit se préoccuper de sa frontière avec les Qarakhanides.
En 1152, Sanjar remporte une victoire décisive contre le Ghuride Ala ad-Din Husayn qui a pénétré dans le Khorasan avec l'intention d'en faire la conquête. Sanjar remporte l'affrontement. Il fait prisonnier Ala ad-Din Husayn, plus tard renvoyé chez lui et devenant un vassal de Sanjar.

### Sanjar et les Oghouzes
En 1153, la tribu turque des Oghouzes a cessé de payer le tribut annuel de quarante mille moutons qu'elle doit à Sanjar. Pour les contraindre à payer ce tribut, Sanjar marche sur eux. Il est défait et capturé. On le traite d'abord avec égards mais il subit ensuite de mauvais traitements. Pendant cette période de captivité c'est son épouse Turkan Hatun qui exerce le pouvoir. À la mort de son épouse en 1156, Sanjar parvient à s'évader.
Pendant la captivité de Sanjar, Atsiz reste fidèle aux Seldjoukides. Le frère d'Atsiz, marche sur le Khorasan et dévaste l'oasis de Baihaq (Sabzevar). On rapporte que la dépopulation de la région était encore perceptible quatorze ans après. Le Qarakhanide Mahmûd Khan qui a été désigné comme gouverneur du Khorasan par la partie de l'armée de Sanjar qui n'a pas rejoint les Oghouzes, commence une négociation avec Atsiz sur la répartition de l'armée du Khorasan. Atsiz et son fils Il-Arslan quittent le Khorasan y laissant un fils du Khan des Qara-Kitaï comme régent.
En 1156, Atsiz reçoit l'annonce de l'évasion de Sanjar. Mahmud Khan et les émirs seldjoukides regrettent alors d'avoir invité sur leur terre l'ambitieux Atsiz. Celui-ci ne fait pas de provocation, il félicite Sanjar de cette libération. Il rencontre Mahmûd Khan et appelle à l'aide les Bawandides et les Ghurides pour mettre en garde les chefs Oghouz en cas de nouvelle rébellion.

### Fin du règne
L'épouse de Sanjar, Tukan Hatun meurt en 1156 avant que Sanjar ne s'évade.
Atsiz meurt en 1156 laissant son fils Il-Arslan comme héritier. Ahmad Sanjar meurt le 8 mai 1157. Le Khorasan et la Transoxiane passent sous le contrôle des Khwârazm-Shahs.

### Descendance
Ahmad Sanjar a eu deux filles.

## Héritage
Le Mausolée de Sultan Sanjar à Merv a fait l'objet de restaurations sous la direction de l'UNESCO corrigeant des restaurations précédentes faites au temps de l'URSS. C'est l'un des rares monuments bien identifiables du site. C'est un cube de brique de 38 m de côté surmonté d'une coupole qui se dresse isolé au milieu de la plaine qui fut la ville de Merv.